# Vuelo 443 de Philippine Airlines
El vuelo 443 de Líneas Aéreas Filipinas fue un vuelo de cabotaje a primera hora de la mañana que se estrelló en el monte Gurain, que tiene una altitud de 5.000 pies. El Short 360-300 que operaba la ruta despegó del aeropuerto internacional de Mactan-Cebu a las 6:42 hora local. El último contacto de radio tuvo lugar a las 7:17 hora local cuando el avión se encontraba próximo a Iligan. Poco después el avión se estrelló.
En ese momento, fue el peor accidente de un Shorts 360 de la historia. Actualmente es el tercer peor accidente de la historia del Short 360-300.